# Esgaroth
Esgaroth, le Bourg-du-Lac ou Lacville (Lake-town en anglais) est une ville de la Terre du Milieu, univers de fiction créé par J. R. R. Tolkien. C'est une cité lacustre humaine du Rhovanion, construite sur pilotis au milieu du Long Lac, à quelques milles au sud de la Montagne Solitaire. Elle apparaît principalement dans Le Hobbit.

## Noms
L'étymologie du nom « Esgaroth » est incertaine, ainsi que la langue même à laquelle il doit appartenir. Il figure dans les « Étymologies » sous la racine √esek, où il est rattaché à la langue ilkorine (l'un des précurseurs du sindarin) et traduit « Lac-aux-roseaux, à cause des roseaux sur ses rives ouest ». Cependant, les « Addenda and Corrigenda to the Etymologies » parus dans le magazine Vinyar Tengwar apportent une autre mention du nom, sous une racine √skar (2), qui glose, sans précision de langue, « esgar côte [shore]; esgaroth ?bourg du rivage [?strand-burg] ». Des notes linguistiques postérieures au Seigneur des anneaux indiquent que « Galion et Esgaroth ne sont pas du sindarin (bien que peut-être de forme « sindarinisée »), ou ne sont pas attestés en sindarin », sans plus de précisions.
Le nom anglais de la ville, Lake-town, a été rendu par « Lacville » dans la première traduction française du Hobbit (Francis Ledoux, 1969) et par « le Bourg-du-Lac » dans la seconde (Daniel Lauzon, 2012).

## Description et histoire
Esgaroth est bâtie face à la rive occidentale du Long Lac, non loin de l'embouchure de la Rivière de la Forêt. Un grand pont de bois la relie à la terre ferme, avec un poste de garde à son entrée. Au centre de la ville se trouve la place du marché, une étendue d'eau accessible par des escaliers et des échelles qui communique avec le Lac par un tunnel sous le sol de la ville. Quelques bâtiments particuliers sont mentionnés dans Le Hobbit, notamment la « grande salle » où festoie le bourgmestre lorsque Bilbo et Thorin arrivent en ville, située près de la place du marché. Karen Wynn Fonstad estime sa superficie à environ 150 mètres sur 100 et sa population à 400 habitants ou davantage.
L'histoire des origines d'Esgaroth est inconnue. Ville prospère à l'époque du Royaume sous la Montagne, elle est sur le déclin au moment des événements du Hobbit : d'une cité plus grande ne subsistent plus que des poteaux pourrissants au fond des eaux du Long Lac. Dirigée par un bourgmestre élu, elle vit principalement du commerce avec les elfes de Grand'Peur.
La ville est détruite lorsque Bilbo provoque la colère de Smaug, mais le capitaine des archers Bard, descendant de Girion, le dernier roi du Val, parvient à l'abattre. Après la bataille des Cinq Armées, une nouvelle Esgaroth, plus grande que l'ancienne, est édifiée grâce à l'or du dragon, un peu plus au nord sur la rive du Long Lac. Le Val est également rebâti, et Bard s'y installe et devient le roi de toute la région. Le bourgmestre, ayant succombé à la convoitise, s'enfuit en emportant une partie de l'or que lui avait remis Bard, mais il meurt de faim dans le désert, abandonné de tous. Un nouveau bourgmestre, plus sage, est élu pour le remplacer.

## Analyse
Tolkien semble avoir été inspiré par les découvertes archéologiques de cités lacustres de la seconde moitié du XIXe siècle.

## Adaptations
Tolkien a réalisé plusieurs illustrations du Bourg-du-Lac durant la rédaction du Hobbit. Une vue générale en noir et blanc, simplement intitulée « Le Bourg-du-Lac » (Lake Town), figure parmi celles incluses dès la première édition du roman, en 1937. Une version antérieure, intitulée « Esgaroth », est parue dans J. R. R. Tolkien : Artiste et Illustrateur (no 126). Une autre illustration, plus dramatique, représente l'instant où Smaug meurt, au-dessus d'Esgaroth en flammes. « La Mort de Smaug » n'est qu'un croquis inachevé, qui a pourtant été choisi par Unwin Books pour la couverture d'une édition du Hobbit en 1966, au grand désarroi de Tolkien, qui le juge indigne d'un tel honneur.
Bourg-du-Lac est également présent dans l'adaptation cinématographique en trois volets du Hobbit par Peter Jackson. On la découvre essentiellement dans Le Hobbit : La Désolation de Smaug. Sa destruction par Smaug est présentée durant les premières minutes de Le Hobbit : La Bataille des Cinq Armées.